# تيمفو
تيمفو (بلغة دزونكا: ཐིམ་ཕུ) هي عاصمة مملكة بوتان وأكبر مدنها. وتقع في الجزء الأوسط الغربي من بوتان ويشكل الوادي المحيط بها مقاطعة تيمفو. تم استبدال العاصمة القديمة بونخا بتيمفو عند تأسيسها كعاصمة في عام 1955، وفي عام 1961 تم إعلان تيمفو كعاصمة لمملكة بوتان من قبل دروك غيالبو الثالث جيغمي دورجي وانغشوك.
تمتد المدينة أفقيا في اتجاه الشمال والجنوب على الضفة الغربية من وادي نهر رايداك، والذي يعرف في بوتان باسم وانغ تشو أو تيمفو تشو. تيمفو هي ثالث أعلى عاصمة في العالم من حيث الارتفاع وتمتد على نطاق ارتفاع بين 2,248 متر (7,375 قدم) و2,648 متر (8,688 قدم). وعلى غير عادة بقية العواصم، فلا يوجد مطار في تيمفو، ولكن يتم الاعتماد على مطار بارو المتصل بالطريق على بعد نحو 54 كيلومترا (34 ميلا).
تيمفو هي المركز السياسي والاقتصادي لبوتان، وبها قاعدة زراعية وحيوانية مهيمنة، الأمر الذي يساهم بنحو 45٪ من الناتج المحلي الإجمالي للبلاد. ، ورغم أن السياحة تساهم في الاقتصاد، ولكن يتم تنظيمها بدقة، وذلك للحفاظ على التوازن بين التقاليد والتطوير والتحديث. تحوي تيمفو معظم المباني السياسية الهامة في بوتان، بما في ذلك الجمعية الوطنية للديمقراطية البرلمانية المشكلة حديثا وقصر ديشينشوغ، وهو المقر الرسمي للملك، ويقع إلى الشمال من المدينة. وبما أنها حاضرة البلاد وعاصمتها، فقد تم تنسيقها بـ"خطة هيكل تيمفو"، وهي خطة تنمية حضرية تطورت في عام 1998 بهدف حماية البيئة الهشة للوادي. ويستمر هذا التطور بمساعدات مالية من البنك الدولي وبنك التنمية الآسيوي.
وتنعكس ثقافة بوتان على تيمفو فيما يتعلق بالأدب والدين والعادات واللباس الوطني والممارسات الرهبانية في الأديرة والموسيقى والرقص والأدب ووسائل الإعلام. ويقام مهرجان بها تشيتشو حيث يؤدي الناس الرقصات بالأقنعة، والمعروفة شعبيا باسم رقصات تشام، وذلك في باحات تاشيتشو دزونغ في تيمفو. ويستمر المهرجان لمدة أربعة أيام في كل عام خلال فصل الخريف (سبتمبر / أكتوبر)، في تواريخ المقابلة لتقويم بوتان.

## مناخ
تشهد المدينة مناخ جنوب غرب شبه مداري متأثر بالرياح الموسمية (Cwb) بمناخ دافئ ومعتدل. هطول الأمطار الموسمية الجنوبية الغربية يحدث خلال منتصف يونيو إلى سبتمبر. غالبًا ما يسبق البرق والرعد هطول الأمطار في المنطقة بسحب غيوم متراكبة وحمامات خفيفة تسيطر على الط.

## أعلام
- وانغايا دورجي
- هاري غورونغ
- جيغمي دورجي وانغشوك
- لوتاي تشيرينج
- جيتسون بيما